# Polyrhachis albertisi
Polyrhachis albertisi är en myrart som beskrevs av Carlo Emery 1887. Polyrhachis albertisi ingår i släktet Polyrhachis och familjen myror. Inga underarter finns listade i Catalogue of Life.